# Bill Eckersley
Pour les articles homonymes, voir Eckersley (homonymie).
Bill Eckersley, né le 16 juillet 1925 à Southport (Angleterre), mort le 25 octobre 1982, était un footballeur anglais, qui évoluait au poste d'arrière gauche au Blackburn Rovers et en équipe d'Angleterre.
Eckersley n'a marqué aucun but lors de ses dix-sept sélections avec l'équipe d'Angleterre entre 1950 et 1953. 

## Carrière de joueur
- 1947-1961 : Blackburn Rovers

## Palmarès

### En équipe nationale
- 17 sélections et 0 but avec l'équipe d'Angleterre entre 1950 et 1953.

### Avec Wolverhampton Wanderers
- Finaliste de la Coupe d'Angleterre de football en 1960.
- Vice-Champion du Championnat d'Angleterre de football D2 en 1958.